# مای وان هوا
مای وان هوا (انگلیسی: Mai Văn Hòa؛ ۱۹۲۷ – ۱۹۷۱) یک بازیکن تنیس روی میز اهل ویتنام بود. 
وی در مسابقات کشوری و بین‌المللی در مجموع برنده ۵ مدال طلا، ۲ مدال نقره، ۱ مدال برنز شده‌است.